# Кобринівська сільська рада
Кобринівська сільська́ ра́да — адміністративно-територіальна одиниця та орган місцевого самоврядування в Тальнівському районі Черкаської області. Адміністративний центр — село Кобринове.

## Загальні відомості
- Населення ради: 922 особи (станом на 2001 рік)

## Населені пункти
Сільській раді були підпорядковані населені пункти:
- с. Кобринове
- с. Гуляйка

## Склад ради
Рада складалася з 12 депутатів та голови.
- Голова ради: Книш Юрій Борисович
- Секретар ради: Бондаренко Любов Вікторівна

### Керівний склад попередніх скликань
| Прізвище, ім'я, по батькові | Основні відомості                                                 | Дата обрання | Дата звільнення |
| --------------------------- | ----------------------------------------------------------------- | ------------ | --------------- |
| Книш Юрій Борисович         | Сільський голова, 1962 року народження, освіта вища               | 26.03.2006   | 31.10.2010      |
| Книш Юрій Борисович         | Сільський голова, 1962 року народження, освіта вища, безпартійний | 31.10.2010   |                 |

Примітка: таблиця складена за даними сайту Верховної Ради України

### Депутати
За результатами місцевих виборів 2010 року депутатами ради стали:

#### За суб'єктами висування
| Суб'єкт висування           | Кількість обраних депутатів | %    |
| --------------------------- | --------------------------- | ---- |
| Самовисування               | 10                          | 83,3 |
| Комуністична партія України | 1                           | 8,3  |
| Партія регіонів             | 1                           | 8,3  |

#### За округами
| № округу                    | Прізвище, ім'я, по батькові     | Дата визнання обраним | Освіта             | Партійна приналежність                                        | Відомості про обраного депутата               |
| --------------------------- | ------------------------------- | --------------------- | ------------------ | ------------------------------------------------------------- | --------------------------------------------- |
| Комуністична партія України |                                 |                       |                    |                                                               |                                               |
| 5                           | Шарига Олексій Михайлович       | 01.11.2010            | середня            | член Комуністичної партії України                             | тимчасово не працює                           |
| Партія регіонів             |                                 |                       |                    |                                                               |                                               |
| 12                          | Липовецька Наталія Олексіївна   | 01.11.2010            | середня            | позапартійна                                                  | Кобринівська сільська рада, спеціаліст        |
| Самовисування               |                                 |                       |                    |                                                               |                                               |
| 1                           | Клименко Наталія Іванівна       | 01.11.2010            | середня            | позапартійна                                                  | пенсіонер                                     |
| 2                           | Кавун Олександр Григорович      | 10.01.2011            | середня спеціальна | позапартійний                                                 | фермерське господарство «Зоря-2», охоронець   |
| 3                           | Бондаренко Любов Вікторівна     | 01.11.2010            | середня            | позапартійна                                                  | Кобринівська сільська рада, секретар          |
| 4                           | Погоріла Лариса Іванівна        | 01.11.2010            | середня            | позапартійна                                                  |                                               |
| 6                           | Нечипоренко Геннадій Васильович | 01.11.2010            | середня            | член Соціально-екологічної партії «Союз. Чорнобиль. Україна.» | пенсіонер                                     |
| 7                           | Коханівський Леонід Степанович  | 01.11.2010            | середня            | член Партії регіонів                                          | пенсіонер                                     |
| 8                           | Нечипоренко Ольга Павлівна      | 01.11.2010            | середня            | позапартійна                                                  | Кобринівська сільська бібліотека, бібліотекар |
| 9                           | Данильченко Галина Василівна    | 01.11.2010            | середня            | член Всеукраїнського об'єднання «Батьківщина»                 | пенсіонер                                     |
| 10                          | Крикливенко Галина Степанівна   | 01.11.2010            | середня            | позапартійна                                                  | Кобринівська сільська рада, бухгалтер         |
| 11                          | Лісовенко Андрій Андрійович     | 01.11.2010            | середня            | член Партії регіонів                                          | тимчасово не працює                           |